# Phylladiorhynchus pusillus
Phylladiorhynchus pusillus is een tienpotigensoort uit de familie van de Galatheidae. De wetenschappelijke naam van de soort is voor het eerst geldig gepubliceerd in 1885 door Henderson.